# Natural Born Killers
Natural Born Killers (Asesinos natos en España y Asesinos por naturaleza en Hispanoamérica) es una película estadounidense de sátira, humor negro y crimen de 1994, dirigida por Oliver Stone y protagonizada por Woody Harrelson, Juliette Lewis, Robert Downey Jr., Tom Sizemore y Tommy Lee Jones.
El guion original fue escrito por Quentin Tarantino y revisado por Stone, Richard Rutowski y David Veloz. Si bien gran parte del diálogo es lento, como la idea original sugería, las revisiones trasladaron el centro de atención de la historia desde el periodista Wayne Gale (Robert Downey Jr.) a Mickey y Mallory. Tarantino no estuvo de acuerdo con las revisiones, repudió el guion y pidió que su nombre fuera borrado de los créditos de guion, de modo que su nombre aparece únicamente como «historia de».
Natural Born Killers tiene particulares características de dirección, debido al amplio rango de ángulos de cámara, filtros, lentes y efectos especiales usados durante su producción. La mayor parte de la película parece una «perspectiva televisiva»; de hecho, algunas escenas son sátiras de programas de televisión de esa época, incluida aquella escena en que se retrata en un tono de farsa de comedia de situación a una familia desestructurada. Anuncios de televisión que eran comunes en aquel tiempo aparecen breve e intermitentemente a lo largo de la película.
La película pretende hacer hincapié en la forma sensacionalista en que los crímenes son descritos por la prensa y la manera en que esta y otros medios ensalzan a los asesinos. Fue criticada por su excesiva violencia gráfica y de contenidos.
La película fue inspirada en la historia de Charles Starkweather y Caril Ann Fugate, pareja que asesinó a 11 personas entre Nebraska y Wyoming a finales de los años 1950. 

Charles Starkweather, asesino serial que en 1958 dejó una seguidilla de once muertos en el trayecto entre Nebraska y Wyoming, junto a su novia menor de edad Caril Ann Fugate (tres de esos muertos eran la madre, la hermana y el padrastro de ella). Murió en la silla eléctrica al año siguiente, a
la edad de veintidós años. Oliver Stone y Quentin Tarantino se inspiraron en la pareja para el guion de Natural Born Killers.
Hunter S. Thompson, Mescalito pgs. 33-34

## Argumento

### Prólogo
Mickey Knox y su novia Mallory se detienen en una cafetería de carretera en el desierto de Nuevo México. Llegan tres individuos y uno de ellos empieza a bailar con Mallory. Ella lo anima brevemente antes de pegarle varios puñetazos y una patada en la ingle, con lo que comienza una pelea en la que Mickey y Mallory terminan asesinando a todos los clientes del comedor, salvo a un hombre y una empleada. La pareja de asesinos decide dejar un sobreviviente para que narre la historia de lo ocurrido, por lo que Mallory comienza un juego "de tin, marín, de do pingüé" para decidir quién vive y quién muere. Tras ejecutar a la camarera, Mabel, le explican al único sobreviviente lo que tiene que contar a la prensa y a la policía cuando lleguen. Finalmente la pareja se abraza y se declara amor eterno.

### Parte I
Mientras Mickey y Mallory acampan en el desierto, Mallory recuerda cómo se conocieron. Un flashback (hecho en el estilo de un sitcom televisivo, incluyendo laughtrack) muestra a Mickey como un repartidor que llegó a la casa donde Mallory vivía con su padre (quien abusaba sexualmente de ella), su madre negligente, y su hermano menor, Kevin. Mickey y Mallory se enamoran al instante y se van juntos en el coche del padre de Mallory, que Mickey robó. Pronto Mickey es arrestado y encarcelado por robo de autos, pero posteriormente se escapa de una granja de trabajo penitenciario durante un tornado y regresa a la casa de Mallory. Los dos matan a los padres de Mallory, pero en eso cuando escapan, aparece Kevin a quien Mallory le dice que es libre, Mickey y Mallory se van durante el camino a «casarse» en el lado de un puente, celebrando al tomar un rehén. Furioso con la noción de Mickey que tienen un trío, Mallory conduce a una gasolinera cercana, donde ella coquetea con el mecánico. Ellos comienzan a tener relaciones sexuales en el capó de un coche, pero Mallory lo mata cuando le reconoce como un asesino buscado. Durante este tiempo, Mickey viola a la rehén.

### Parte II
El par continua su matanza, en última instancia, alegando cincuenta y dos víctimas en Nuevo México, Arizona y Nevada. El detective Jack Scagnetti los persigue, obsesionado con los asesinos en masa después de ser testigo del asesinato de su madre a tiros por Charles Whitman cuando tenía ocho años. Debajo de su fachada heroica, es un psicópata violento, tras matar a una prostituta estrangulándola. Los asesinos también son seguidos por el periodista Wayne Gale. Gale perfila a Mickey y Mallory en su programa, American Maniacs, para pronto elevarse a la condición de héroe de culto.
Mickey y Mallory se pierden en el desierto y se encuentran con Warren «Nube Roja», un indio navajo, y su joven nieto. Mientras los dos se quedan dormidos, los navajos, con la esperanza de expulsar al demonio que percibe en Mickey, comienzan a cantar junto al fuego, invocando pesadillas en Mickey sobre sus padres abusivos. Mickey se despierta en una rabia y dispara fatalmente a Nube Roja antes de que él se da cuenta de lo que está haciendo. Es la primera vez que Mallory y Mickey se sienten culpables por un asesinato. Huyendo de la escena a través del desierto, se desvían en un campo de serpientes de cascabel y son a la vez mordidos.
Conducen a una farmacia para encontrar antídoto de mordedura de serpiente, pero el farmacéutico pone en marcha la alarma silenciosa al reconocer a Mickey como el famoso asesino en serie.  Pronto llegan los coches de policía,  y Mallory es capturada y posteriormente golpeada por la policía. Un tiroteo empieza entre Mickey y los policías. Scagnetti llega y le dice a Mickey que si no se rinde, le cortará los pechos a Mallory. Mickey se rinde tirando sus armas, pero luego Scagnetti lo ataca con un cuchillo. La policía lo reduce y la escena termina con Mickey y Mallory siendo golpeados por un grupo de policías mientras son grabados por un equipo de noticias japonés.

### Parte III
La historia avanza un año después: la pareja homicida ha sido encarcelada, y deben ser trasladados a un hospital psiquiátrico después de haber sido declarados dementes. Scagnetti llega a la prisión y se encuentra con Warden Dwight McClusky, con quien planea asesinar a los dos criminales. McClusky se encargará de Scagnetti para que sea el conductor para la transferencia de los Knox. A solas con la pareja, Scagnetti los asesinará, entonces afirmará que trataban de escapar.
Mientras tanto, Gale ha persuadido a Mickey a aceptar una entrevista en vivo que se emitirá inmediatamente después del Super Bowl. Mallory se mantiene en régimen de aislamiento en otra parte de la prisión, a la espera de su traslado al hospital mental. Durante la entrevista, Mickey da un discurso sobre cómo sus asesinatos proporcionan la iluminación y se declara un «asesino por naturaleza». Sus palabras inspiran a los demás reclusos (que están viendo la entrevista en la televisión en la sala de recreo) y comienza un motín.
McClusky, al enterarse del motín, ordena que la entrevista se termine pese a las protestas vehementes de Gale. Mickey se queda solo con Gale, el equipo de filmación y varios guardias. Mickey bromea con los guardias, hasta que domina a uno y toma su escopeta. Mata a la mayoría de los guardias con él y toma como rehenes a los sobrevivientes, llevándolos a través del motín en la cárcel. Gale sigue, dando un informe de la televisión en directo mientras las personas son golpeadas y asesinadas a su alrededor.
Scagnetti entra en la celda de Mallory e intenta seducirla. Mallory rechaza sus esfuerzos, rompiendo la cara contra la pared y rompiendo su nariz. Los guardias y Scagnetti se someten. Mickey se involucra en un enfrentamiento con Scagnetti, pero Mallory entonces se acerca Scagnetti por detrás y le corta la garganta con una barilla. Para horror de Scagnetti, Mickey le dice que a él ya no le quedaban cartuchos de escopeta durante el enfrentamiento. Mallory luego toma el arma de Scagnetti y lo mata.
Mickey y Mallory siguen escapando a través de la prisión, hasta que el equipo de televisión es masacrado. Gale sucumbe al síndrome de Estocolmo, y comienza a disparar a los guardias con una pistola que ha tomado de uno de los guardias muertos. Después de ser rescatado por un prisionero misterioso llamado Owen Traft, el trío de Mickey, Mallory y Gale corren escapando de McClusky y un pelotón de guardias fuertemente armados. El trío se refugia en un cuarto de baño cubierto de sangre. McClusky amenaza con irrumpir en el cuarto de baño; Mickey, a su vez, amenaza con matar a Gale y a un guardia en la televisión en vivo, es entonces cuando salen por la puerta principal. McClusky y sus guardias son masacrados rápidamente por las hordas de los internos. 
Mickey y Mallory roban una camioneta y matan al último guardia; El destino de Owen es desconocido. Escapan a una zona rural, donde dan una entrevista final a Gale, cuyo oído está medianamente extraído, y finalmente le dicen que él tiene que morir también. Él intenta mediante diversos argumentos hacerles cambiar de opinión, apelando a su práctica de dejar un superviviente, pero Mickey y Mallory le dicen que ya están dejando a un testigo para contar la historia, su cámara. Gale acepta su destino y extiende sus brazos como si estuviera en una cruz y lo ejecutan mientras que su cámara continúa rodando. La pareja se muestra varios años más tarde, en una casa rodante, con Mickey conduciendo y una Mallory embarazada mirando a sus dos hijos jugando.

## Reparto
| Actor                   | Personaje                                                      | Notas         |
| ----------------------- | -------------------------------------------------------------- | ------------- |
| Woody Harrelson         | Mickey Knox                                                    |               |
| Juliette Lewis          | Mallory Wilson Knox                                            |               |
| Robert Downey Jr.       | Wayne Gale                                                     |               |
| Tom Sizemore            | Detective Jack Scagnetti                                       |               |
| Tommy Lee Jones         | Warden Dwight McClusky                                         |               |
| Rodney Dangerfield      | Ed Wilson                                                      |               |
| Edie McClurg            | Sra. Wilson                                                    |               |
| Sean Stone              | Kevin Wilson                                                   |               |
| Russell Means           | Warren Red Cloud, Sr., el hombre navajo                        |               |
| Lanny Flaherty          | Earl                                                           |               |
| Evan Handler            | David                                                          |               |
| Balthazar Getty         | Encargado de la gasolinera                                     |               |
| Richard Lineback        | Sonny                                                          |               |
| Kirk Baltz              | Roger                                                          |               |
| Steven Wright           | Dr. Emil Reingold                                              |               |
| Pruitt Taylor Vince     | Oficial Warden Kavanaugh                                       |               |
| Joe Grifasi             | Ayudante del sheriff Duncan Homolka                            |               |
| Everett Quinton         | el oficial Wurlitzer                                           |               |
| Marshall Bell           | Oficial                                                        |               |
| Peter Crombie           | Policía intenso                                                |               |
| Grand L. Bush           | Recluso                                                        |               |
| Louis Lombardi          | Oficial "Sparky"                                               |               |
| Dale Dye                | Dale Wrigley                                                   |               |
| Corey Everson           | Mallory Knox en la reconstrucción de TV                        |               |
| O-Lan Jones             | Mabel                                                          |               |
| James Gammon            | Redneck Buddy                                                  | No acreditado |
| Mark Harmon             | Mickey Knox en la reconstrucción de TV                         | No acreditado |
| Adrien Brody            | Camarógrafo de Gale                                            | No acreditado |
| David Pasquesi          | Camarógrafo de Gale                                            | No acreditado |
| Arliss Howard           | Owen Traft, Mickey y el ángel guardián de Mallory / el demonio | No acreditado |
| Ashley Judd             | Grace Mulberry                                                 |               |
| Rachel Ticotin          | Fiscal Wanda Bisbing                                           |               |
| Peter y David Paul      | Simon y Norman Hun                                             |               |
| Denis Leary y Bret Hart | unos reclusos                                                  |               |

## Producción
Natural Born Killers se basó en un guion escrito por Quentin Tarantino, en el que una pareja casada de repente decide ir a una juerga de matanza. Tarantino había vendido una opción para su guion a los productores Jane Hamsher y Don Murphy por 10 000 dólares después de haber intentado, para dirigirla él mismo por $ 500.000. Hamsher y Murphy posteriormente vendieron el guion a Warner Bros. Alrededor del mismo tiempo, Oliver Stone fue informado del guion. Estaba deseoso de encontrar algo más directo que su anterior producción, Heaven & Earth; Un rodaje difícil que lo había dejado agotado, y sentía que Natural Born Killers podía ser lo que estaba buscando.

David Veloz, el productor asociado Richard Rutowski, y Stone reescribieron el guion, manteniendo gran parte del diálogo pero cambiando el enfoque de la película del periodista Wayne Gale a Mickey y Mallory. El guion fue cambiado tanto, que según las reglas del Sindicato de Guionistas, Tarantino fue acreditado para la historia de la película solamente. En una entrevista de 1993, Tarantino afirmó que no tenía ninguna animosidad hacia Stone, y que deseaba bien la película; 
No va a ser mi película, va a ser de Oliver Stone, y Dios lo bendiga. Yo espero que haga un buen trabajo con ella. Si no estaba emocionalmente apegado a ella, estoy seguro de que lo encontraría muy Si te gustan mis cosas, es posible que no te guste esta película, pero si te gustan sus cosas, probablemente la amarás, podría ser lo mejor que haya hecho, pero no por nada que ver conmigo [...] realmente no puedo esperar para verlo, para decirte la verdad.
Inicialmente, cuando los productores Hamsher y Murphy habían llevado el guion a Stone, lo había visto como una película de acción; «Algo de lo que Arnold Schwarzenegger estaría orgulloso». A medida que el proyecto se desarrollaba, incidentes como el caso O. J. Simpson, el caso de los hermanos Menéndez, el incidente de Tonya Harding/Nancy Kerrigan, el incidente de Rodney King y el asalto federal en Waco, Texas, de la secta Davidiana. Stone llegó a sentir que los medios estaban muy involucrados en el resultado de todos estos casos y que los medios se habían convertido en una entidad omnipresente que comercializaba la violencia y el sufrimiento por el bien de las calificaciones. Como tal, cambió el tono de la película de una simple acción a una crítica satírica de los medios en general. También maquillando el acercamiento, y contribuyendo a la naturaleza violenta de la película, eran la cólera y la tristeza que él sentía en la fractura de su segundo matrimonio. También dijo en una entrevista que la película estaba influenciada por la «vitalidad» del cine indio. Dejó que Rodney Dangerfield escribiera o reescribiera todas las líneas de su propio personaje.
Durante la preproducción, para prepararse para el papel de Wayne Gale, Downey pasó tiempo con el periodista australiano Steve Dunleavy, y más tarde convenció a Stone de que le permitiera retratar a Gale con un acento australiano. También durante la preproducción, Stone trató de convencer a la actriz 
Juliette Lewis para que hiciera el papel de Mallory para que se vea más dura, pero ella se negó, diciendo que quería que el personaje luciera más convincente, no un culturista.
La fotografía principal tomó sólo 56 días para rodar, pero el proceso de edición continuó durante once meses, con la película final que contiene casi 3.000 cortes (la mayoría de las películas tienen 600-700). Los lugares de rodaje incluyeron el puente del Desfiladero del Río Grande apenas al oeste de Taos, Nuevo México, donde la escena de la boda fue filmada, y el centro correccional de Stateville en Joliet, Illinois, donde el disturbio de la prisión fue filmado. En Stateville, el 80 % de los presos están encarcelados por delitos violentos. Durante las dos primeras semanas en la cárcel, los extras eran presos reales con armas de goma. Durante las dos semanas siguientes, se necesitaron 200 extras porque los presos de Stateville estaban cerrados. Según Tom Sizemore, durante la filmación en el set de la prisión, Stone reproduciría la música tribal africana en la explosión completa entre toma para guardar la energía frenética.
Mientras rodaba la escena de desde el punto de vista donde Mallory se ejecuta en la malla de alambre, el director de fotografía Robert Richardson se rompió el dedo y el camarógrafo de reemplazo cortó su ojo. De acuerdo con Oliver Stone, no era muy popular con el departamento de cámaras en el set ese día. Para las escenas de proyección trasera, las imágenes proyectadas se rodaron antes del rodaje, luego se editaron y se proyectaron en el escenario, detrás de los actores en vivo. Por ejemplo, cuando Mallory pasa por delante de un edificio y se proyectan llamas contra la pared, ésta fue filmada en vivo usando imágenes proyectadas sobre la fachada de un edificio real.
El famoso anuncio de oso polar de Coca-Cola se ve dos veces durante la película. Según Stone, Coca-Cola aprobó el uso del anuncio sin tener una idea completa de lo que era la película. Cuando vieron la película terminada, estaban furiosos.

## Banda sonora
La banda sonora de la película fue producida por Stone y Trent Reznor de Nine Inch Nails, que según los informes veía la película más de cincuenta veces para «ponerse de humor». Según informes, Reznor produjo la banda sonora durante su gira. En su enfoque para compilar la banda sonora, Reznor le dijo a MTV:
Sugerí a Oliver [Stone] que intentara convertir la banda sonora en un collage-de-sonido, una especie de manera en que la película usaba música: hacer ediciones, añadir diálogo, y hacer algo interesante, en lugar de un montón de música previamente lanzada.
Algunas canciones fueron escritas especialmente para la película o banda sonora, como «Burn» de Nine Inch Nails.

## Recepción
La obra cinematográfica recibió críticas opuestas. Mientras unos la miraron como una película genial, otros la miraron como una película insoportable.